# Cyptochirus trogiformis
Cyptochirus trogiformis är en skalbaggsart som beskrevs av Roth 1851. Cyptochirus trogiformis ingår i släktet Cyptochirus och familjen bladhorningar. Inga underarter finns listade i Catalogue of Life.